# Love Can Build a Bridge
«Love Can Build a Bridge» — пісня, написана Наомі Джадд, Полом Оверстрітом і Джоном Барлоу Джарвісом і записана американським кантрі-дуетом «The Judds». Пісня вийшла 1990 року як другий сингл і як головний трек їхнього однойменного альбому. У середині 1991 року пісня входила до п'ятірки найкращих кантрі-хітів.
Пізніше «Love Can Build a Bridge» була переспівана як «Children for Rwanda» як благодійний сингл в рамках акції «Save the Children», досягнувши 57-го місця в UK Singles Chart у вересні 1994 року. У 1995 році була записана нова версія пісні американськими співачками Шер і Кріссі Хайнд, шведською співачкою Нене Черрі та британським співаком і гітаристом Еріком Клептон як офіційний сингл для благодійної організації «Comic Relief». Ця версія очолювала чарт UK Singles Chart протягом одного тижня у березні 1995 року; це був другий сольний хіт «номер один» Шер і Хайнд у Великій Британії та єдиний сингл «номер один» у Великій Британії для Черрі та Клептона.

## Складова і композиція
Пісня оповідає про важливість завжди залишатися разом, вона була написана у співавторстві з Наомі Джадд і присвячена сім'ї Джадд і її фанатам майже як прощання, оскільки на той час Наомі була хронічно хвора на гепатит C і була змушена піти з шоу-бізнесу, передбачалося, що їй залишилося жити лише три роки.
«Love Can Build a Bridge» виконується в тональності сі мажор у темпі 66 ударів на хвилину у звичайному такті. Вокал охоплює діапазон від E3 до D5.

## Чарти і продажі

### Версія The Judds
| Чарт (1990–1991)                    | Позиція |
| ----------------------------------- | ------- |
| США (Hot Country Songs) (Billboard) | 5       |

| Чарт (2022)                                   | Позиція |
| --------------------------------------------- | ------- |
| Канада (Canada Digital Song Sales (Billboard) | 20      |
| США (US Digital Song Sales (Billboard))       | 8       |

| Чарт (1991)                          | Позиція |
| ------------------------------------ | ------- |
| Канада (Canada Country Tracks (RPM)) | 65      |
| США (US Country Songs (Billboard))   | 51      |

### Версія Шер, Хайнд і Черрі з Клептоном
| Чарт (1995)                         | Позиція |
| ----------------------------------- | ------- |
| Австрія (Ö3 Austria Top 75)         | 18      |
| Європа (European Hot 100)           | 7       |
| Фінляндія (IFPI)                    | 15      |
| Німеччина (Media Control AG)        | 62      |
| Ірландія (IRMA)                     | 5       |
| Нідерланди (Dutch Top 40 Tipparade) | 4       |
| Нідерланди (Mega Single Top 100)    | 41      |
| Шотландія (Official Charts Company) | 1       |
| Швейцарія (Media Control AG)        | 21      |
| Велика Британія (UK Singles Chart)  | 1       |

| Chart (1995)                       | Position |
| ---------------------------------- | -------- |
| Велика Британія (UK Singles (OCC)) | 43       |

#### Сертифікації і продажі
| Регіон                                             | Сертифікація | Продажі  |
| -------------------------------------------------- | ------------ | -------- |
| Велика Британія (BPI)                              | Срібний      | 200 000^ |
| ^відвантаження, що базуються лише на сертифікаціях |              |          |